# Фернандес, Мануэль
Мануэль Фернандес (англ. Manuel Fernandez, полное имя Manuel John «Pete» Fernandez; 1925—1980) — лётчик ВВС США, майор, участник Второй мировой и Корейской войн.
Третий в списке лучших асов США Корейской войны.

## Биография
Родился 19 апреля 1925 года в городе Ки-Уэст, штат Флорида. Его бабушка и дедушка эмигрировали из Испании, провели несколько лет на острове Куба, затем переехали в США. Мануэль рос в среде рабочего класса Майами, штат Флорида.
Его отец, один из первых энтузиастов-радиолюбителей, стал главным радиоператором авиакомпании Pan American World Airways. Пит вырос среди сотрудников авиации и научился летать раньше, чем стал водить машину — он получил лицензию частного пилота в пятнадцать лет. В 1953 году он окончил школу Miami Jackson Senior High School в Майами.

### Военная карьера

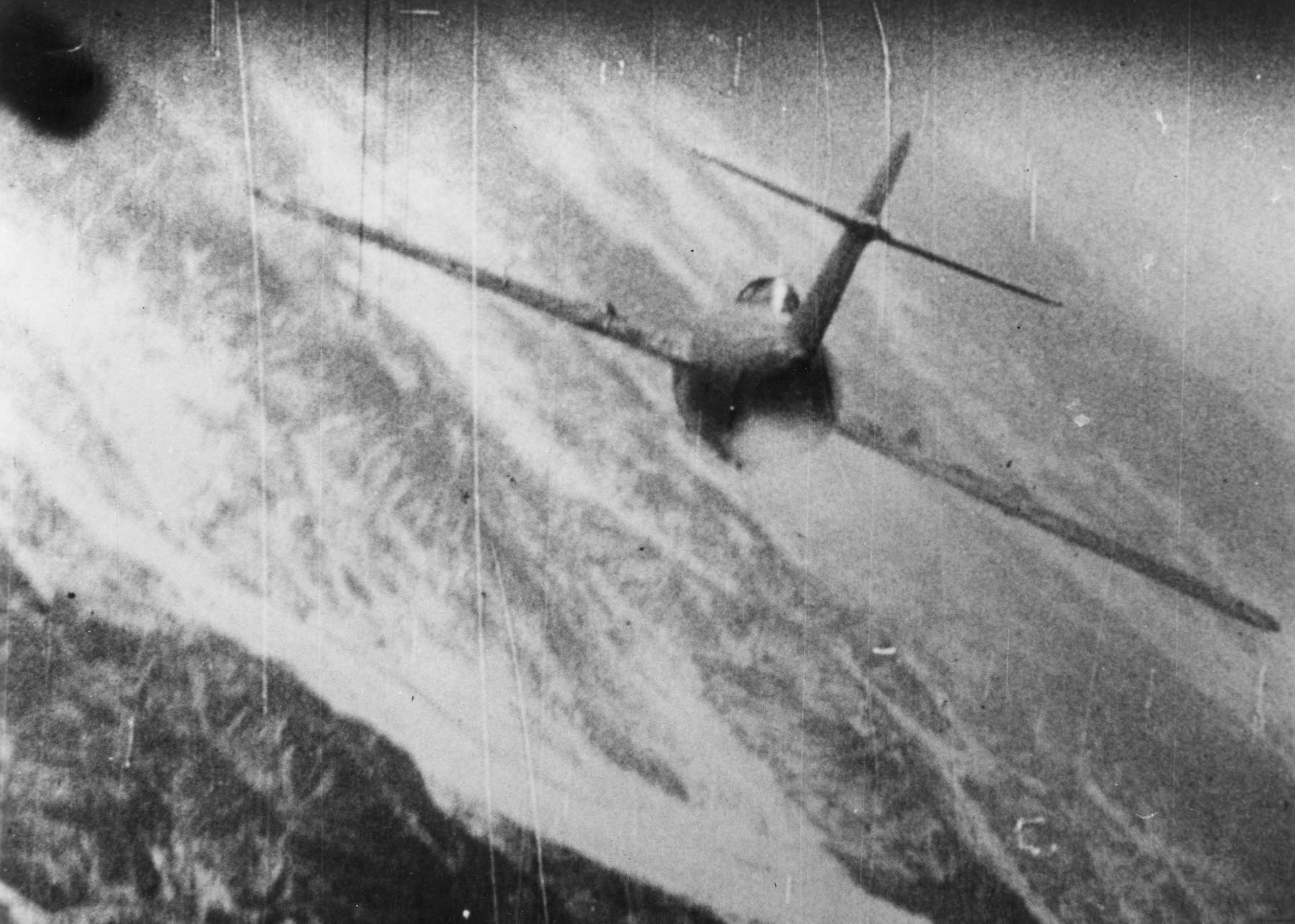
Атака Мануэлем Фернандесом самолёта «Миг-15»

По окончании обучения в школе, Фернандес был зачислен 23 февраля 1943 года в Военно-воздушные силы Армии США. Прошёл курс авиационной кадетской программы (Aviation Cadet Program) и 20 ноября 1944 года получил звание второго лейтенанта и Знак авиатора США. Служил пилотом-инструктором в Мидленде, штат Техас, затем в Сан-Хосе, Гватемала и в Панаме, но в боевых действиях Второй мировой войны участия не принимал.
После окончания войны был демобилизован, но в 1948—1949 годах снова был завербован в ВВС США и принимал участие в Первом Берлинском кризисе в составе 23-й истребительной эскадрильи 36-й оперативной группы, которая была доставлена на авиабазу Фюрстенфельдбрукк авианосцем USS Sicily.
После перерыва в несколько лет снова был призван в армию США и принял участие в Корейской войне, где провел 124 вылета в составе 334-й истребительной эскадрильи, 4-й оперативной группы в период с сентября 1952 по май 1953 года. Зарекомендовал себя как один из лучших боевых летчиков. 13 мая 1953 года согласно приказу командования в звании капитана покинул Корею.
Мануэль Фернандес остался в ВВС США и находился в 9-й воздушной армии на авиабазе Поуп Филд в Северной Каролине с августа по сентябрь 1953 года. Затем с ноября 1953 по октябрь 1956 года служил на авиабазе Джордж в Калифорнии. С октября 1956 по апрель 1957 года служил на базе ВВС Эдвардс. C апреля 1957 по январь 1960 года проходил службу в Корал-Гейблс, штат Флорида и на авиабазе Робинс, штат Джорджия.
После окончания школы испанского языка Фернандес был отправлен в августе 1960 года в Буэнос-Айрес, где являлся советником ВВС Аргентины. По достижении двадцатилетней службы — 1 июля 1963 года вышел в отставку в звании майора.
Погиб 18 октября 1980 года в авиакатастрофе на Багамских островах. Был похоронен на Арлингтонском национальном кладбище.
Имел много наград, в числе которых: крест «За выдающиеся заслуги», медаль «Серебряная звезда», крест «Лётных заслуг», «Похвальная медаль ВВС», Благодарность президента США, медаль «За безупречную службу», медаль «За Американскую кампанию», медаль «Победы во Второй мировой войне», медаль «За службу национальной обороне», медаль «За службу в резерве вооружённых сил», Благодарность президента Республики Корея, медаль «За службу ООН в Корее», медаль «Военной службы в Корее».